# Ping-Pong-virus
Het Ping-Pong-virus (ook wel Boot, Bouncing Ball, Bouncing Dot, Italiaans virus, Italian-A of VeraCruz genoemd) is een bootsectorvirus dat op 1 maart 1988 werd ontdekt aan de Politecnico di Torino (Polytechnische Universiteit van Turijn) in Italië. Het was waarschijnlijk het meest voorkomende en bekendste bootsectorvirus, totdat het werd ingehaald door het Stoned-virus.

## Verspreiding
Computers konden besmet raken door een geïnfecteerde diskette. Het virus werd gevormd door een beschadigde cluster van 1 kB (de laatste op de schijf, die door het virus werd gebruikt om de oorspronkelijke bootsector op te slaan). Doordat het cluster als beschadigd werd gemarkeerd, zou MS-DOS vermijden deze te overschrijven. Het infecteert schijven in elke actieve drive en infecteert zelfs niet-opstartbare partities op de harde schijf. Na infectie wordt het virus geheugenresident.

## Effect

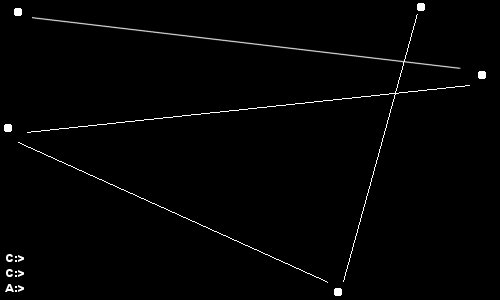
Screenshot van het virus in actie

Het virus zou actief worden als een schijf precies op het half uur wordt gemaakt en een kleine "bal" rond het scherm zal laten stuiteren in zowel de tekstmodus (het ASCII- opsommingsteken "•") als de grafische modus. Het virus veroorzaakt geen ernstige schade, behalve op '286-machines (en ook V20,' 386 en '486), die soms zouden crashen tijdens het verschijnen van de bal op het scherm. De oorzaak van deze crash is de instructie " MOV CS, AX ", die alleen bestaat op '88- en '86 -processors. Om deze reden werd gebruikers van risicomachines geadviseerd hun werk op te slaan en opnieuw op te starten, omdat dit de enige manier is om het virus tijdelijk te verwijderen.
Het originele Ping Pong-virus (Ping-Pong.A) infecteert alleen floppy disks. Latere varianten van dit virus, zoals Ping-Pong.B en Ping-Pong.C, infecteren ook de bootsector van de harde schijf. Zolang het virus actief is, kan de opstartsector niet worden vervangen – het verhindert het ernaar te schrijven of het infecteert het onmiddellijk opnieuw.
Ping-Pong.A is uitgestorven, maar de varianten op de harde schijf kunnen nog steeds verschijnen.